# Phil Missere
Philip Edmund Missere, detto Phil (Queens, 28 maggio 1983), è un ex cestista statunitense con cittadinanza italiana.
È figlio dell'ex-cestista Anthony Missere.

## Carriera
Ha militato nel massimo campionato inglese con la maglia dei Leicester Riders.